# Hard Spark Cola
Hard Spark Cola est un soda gazeux à base de cola originaire d'Okinawa, au Japon. 
Cette boisson produite depuis 2001 par Okinawa Bottlers K.K. (en japonais : 沖縄ボトラーズ) est vendue en canettes de 500ml et dispensées en distributeur automatique par Okinawa UCC Coffee Inc.